# 沖縄県立南部医療センター・こども医療センター
沖縄県立南部医療センター・こども医療センターは、沖縄県島尻郡南風原町にある県立の医療機関である。救命救急センター・沖縄県災害拠点病院の指定を受けている。その名称からこども専門病院とみられがちだが、成人部門が非常に充実しており、風邪といったプライマリ疾患の診療から人工心臓などの高度専門医療まで幅広く行っている。また、マッチ率上位の沖縄県において数少ない完結型の研修指定病院としての側面ももち、その高水準の研修内容には定評がある。

## 沿革
- 1953年（昭和28） - 米国民政府は、総合病院基本計画を策定、これに基づき琉球政府に対し、開放性の那覇病院を建設するよう指示した。
- 1954年 - 政府は病院用地として、那覇市字与儀196番地の国有地（農業試験場用地）を決定、工務交通局において建設計画に着手
- 1955年2月 - 大城孫次郎組により整地工事を着手
- 1955年4月 - 小波津選良、金城賢勇組が建設工事に着手
- 1956年6月 - 本館及び食堂炊事竣工
- 1957年5月 - 南洋土建株式会社により、2階増築工事着工
- 1959年6月 - 初代院長に田端辰夫氏が発令
- 1959年6月 - パーシャ首席民政官隣席のもとに落成式を挙行する。昭和30年着工から昭和34年竣工までの総工事費817,441.67ドルその355,166.67ドルは米国民政府の補助である。
- 1959年8月 - 琉球政府立那覇病院として開院。
- 1959年11月 - 昭和34年9月着工した職員宿舎竣工
- 1960年10月 - 昭和35年6月着工した院長校舎竣工
- 1961年5月 - 昭和36年2月着工した那覇血液銀行竣工
- 1962年9月 - コレラ患者1名発生し、古波蔵内科より当院に収容隔離する。
- 1963年7月 - 病院運営が一般会計から特別会計に移る
- 1963年8月 - みどり丸遭難に際し、医療班として、出勤救助に当たる
- 1964年3月 - 那覇看護学校、公衆衛生看護学校、助産婦学校移転する。
- 1964年5月 - 昭和38年10月着工した二階改修工事 1964年6月 - 看護婦宿舎着工
- 1965年2月 - 看護婦宿舎が竣工
- 1972年5月15日 - 本土復帰に伴い沖縄県立那覇病院に名称変更。
- 1972年5月15日 - 日本復帰が実現し、琉球政府立那覇病院の職員は国立琉球大学保健学部附属病院に移籍され施設は県立那覇病院と改称、一方糸満結核診療所も県立那覇病院となる。病床数200床職員数130名（医師6名、事務所12名、看護婦72名、看護助手13名、検査技師4名、放射線技師2名、栄養士1名、薬剤師1名、その他19名）
- 1972年10月 - 那覇病院（那覇）本館の補修工事（屋根防水・外部塗装）着工、工事費7,104,740円
- 1973年3月 - 本館補修工事竣工
- 1973年6月 - 県・那覇市、那覇地区医師会3者による夜間緊急センター設立のため病院施設の一部（第3病棟・第5病棟及び事務所）を貸与する。
- 1974年2月25日 - 那覇病院救急センター設立委員会発足
- 1974年7月1日 - 那覇市にある那覇病院を本院に糸満を分院に組織改正、那覇病院職員45名が発令された。（医師5名・事務職8名・検査技師4名・放射線技師1名・薬剤師1名・栄養士1名・看護師21名、看護助手1名・ボイラー・運転手・用務員各1名）
- 1974年8月28日 - 那覇病院広域救急医療センター敷地を西側に決定し、一部建物を撤去、南洋土建（代表者・比嘉広）により工事着工、公費734,788,900円、面積4,630.1㎡（１階1,561,169㎡・２階1,697,663㎡・３階1,196,720㎡・４階174,548㎡）
- 1974年9月10日 - 那覇病院40床で開院（旧館第2病棟）開院式には屋良知事が来院
- 1975年6月 - 80床に増床
- 1975年8月30日 - 那覇病院広域救急医療センター竣工、田中厚生大臣を招へいして落成式を挙行。病床数80床
- 1975年10月 - 旧館病棟から新館へ患者移動、旧館の外来部門も新館へ移動し、外来患者受付を開始。病床数120床（内科•小児科）旧館40床、新館80床（回復室10床を含む）
- 1975年12月 - 外来、外科診療を開始
- 1976年4月 - 160床に増床｛第1病棟40床（4月26日開床）・第2病棟40床、第3病棟（新館80床）｝婦人科、外来診療を開始
- 1977年5月 - 婦人科病床40増床、200床となる
- 1978年4月 - 小児科40床増床（小児科病棟独立）、240床となる。
- 1979年4月 - 病棟改修工事完了　28床増床して268床となる （内科100床、小児科40床、産婦人科28床、外科、整形外科、泌尿器科90床、救急10床）
- 1979年5月 - 産科開設す
- 1981年1月 - 連続血管撮影装置設置
- 1982年3月 - CT（全身）スキャナー導入
- 1983年3月 - 自動化学分析装置設置
- 1984年3月 - X線テレビ装置設置[2]
- 1984年4月 - 眼科開設
- 1984年5月 - 総合病院の名称使用の承認
- 1986年1月 - 理学診療科開設
- 1986年4月 - 脳神経外科開設
- 1986年5月 - 第３代目院長　山内昌和発令
- 1986年3月 - 旧琉球大学医学部附属病院を買収し、移転計画を進めていた改装工事竣工　座間味診療所竣工
- 1987年5月1日 - 那覇市与儀（琉球大学医学部附属病院跡）に改築移転[1]。434床（稼働331床）で診療開始
- 1987年1月 - 渡名喜診療所竣工
- 1988年4月 - 11階・12階の病棟使用で434床の稼働となる
- 1988年6月 - 人工透析開設
- 1988年年12月 - 南大東診療所竣工
- 1989年年1月 - 北大東診療所竣工
- 1989年3月 - シンチレーション　カメラシステム設置
- 1989年12月 - 粟国診療所竣工
- 1990年4月 - 第４代目院長　金城幸善発令　精神科・皮膚科開設
- 1991年10月 - 心臓血管外科・小児科・気管食道科開設
- 1992年2月 - 不妊治療開始
- 1992年3月 - 病棟東側駐車場整備　渡嘉敷診療所・阿嘉診療所竣工
- 1992年6月 - 基準看護特2類を特3類へ変更（10階・12階病棟）
- 1992年7月 - 基準給食の特別管理給食加算（適温給食）の承認
- 1992年10月 - MRI設置
- 1994年10月 - 新看護（2：1看護）　食事療養届（1）
- 1995年3月 - 久高診療所竣工
- 1995年7月 - 創立35周年、再開20周年記念式典・祝賀挙行
- 1996年4月 - 第５代目院長　宮里不二彦発令

　　夜間勤務等看護換算　（1）a 1F. ICU. 9F (1)b 4F~8F. 10F~12F
- 1996年12月 - 院外処方箋発行開始
- 1997年6月 - 理学療法科をリハビリテーション科に名称変更
- 1998年4月 - 診療開始時間の8時30分へ繰り上げ　駐車場の有料化の実施
- 1998年12月 - 日曜日・祝祭日の救急診療の実施
- 1999年1月 - 売店の移動、喫煙コーナーの設置
- 1999年3月 - 日本医療機能評価機構から認定証交付
- 1999年4月 - 第６代目院長　長嶺功一発令
- 1999年7月 - 感染症病床（4床）改修工事
- 2001年12月 - 剖険室改修工事
- 2002年4月 - 地域周産期母子医療センター認定　厚生労働省から臨床研修病院に指定　地域医療連携室開設　医療安全管理部開設
- 2003年4月 - 第７代目院長　安次富馨発令
- 2003年5月 - 第１回臨床研修を開始、研修医師５名
- 2003年8月 - 紹介患者加算（1）1F　（2）4F. 8F. 10F  (3)5F. 6F. 7F. 11F. 12Fへ変更
- 2003年9月 - 病棟再編
- 2005年3月 - 県立南部医療センター・こども医療センター開院式　県立那覇病院廃止
- 2005年4月 - 県立南部医療センター・こども医療センター開院、診療開始　総合周産期母子センター認定　診療科目（成人部門28科、こども医療センター17科）　病床数434床（こども医療センター120床、救命救急センター30床、精神科合併症5床）　電子カルテ運用開始　災害拠点病院指定
- 2005年10月 - 救命救急センター指定　放射線治療開始
- 2005年12月 - 救命救急センターのヘリポートとして、沖縄県病害防除技術センターのヘリポートの使用を開始
- 2006年4月1日 - 施設の老朽化により県立那覇病院を廃止し、救命救急・高齢者・周産期・小児科医療に重点をおいた当病院を開設[1][3]。
- 2006年4月 - ６階精神科・混合病棟開床
- 2006年11月 - ６階混合病棟閉床
- 2007年4月 - 第８代目院長　下地武義発令
- 2007年7月 - DPC対象病院追加
- 2008年3月 - 病院機能評価審査体制区分３（Ver.5.0)認定
- 2008年4月 - 第９代目院長　大久保和明発令
- 2008年5月 - ５階東病棟閉床
- 2009年4月 - ５階東病棟開床
- 2009年5月 - ７対１看護体制
- 2009年9月 - 治験管理センター開設
- 2011年4月 - 第10代目院長　我那覇仁発令　６階東病棟開床（41床→45床）　６階西病棟開床（41→45床）
- 2011年6月 - 第13回公共建築賞　優秀賞受賞
- 2011年9月 - ６階東病棟閉床（45床→41床）６階西病棟閉床（45床→41床）
- 2011年10月 - ６階南病棟開床（14床）５階西病棟再編（成人病棟41床→21床、小児病床0床→20床）
- 2012年3月 - 電子カルテ更新
- 2012年10月 - 地域医療支援病院承認
- 2013年3月 - 院内保育所「みなみのこ保育園」開園
- 2013年4月 - DPCⅡ群病院指定
- 2013年7月 - 救命救急体制の変更
- 2013年10月 - 病院機能評価審査体制区分３（3rdG:Ver.1.0)認定
- 2014年1月 - 植込型補助人工心臓実施施設認定
- 2014年4月 - DPCⅢ群病院指定
- 2014年7月 - NICU増床（12床→18床）
- 2014年9月 - ４階西病棟変則２交代制導入
- 2015年3月 - 小児救命救急センター指定
- 2015年4月 - 第11代目院長　佐久本薫発令
- 2015年7月 - PICU増床（6床→8床）
- 2015年10月 - 高精度放射線治療システム導入
- 2016年6月 - ４階小児病棟変則２交代導入
- 2017年1月 - 勤務管理システム導入
- 2017年4月 - 入退院支援室開設
- 2018年4月 - 第12代目院長　小濱守安発令
- 2018年9月 - 一次脳卒中センター開設
- 2018年10月 - Mobile CVS（心臓血管外科ドクターカー）導入
- 2019年2月 - 第２GCU増設（12床）　電子カルテ更新
- 2019年4月 - 第13代目院長　和氣亨発令
- 2019年5月 - 病院機能評価　機能種別版評価項目 3rdG(Ver.2.0)認定[4]

## 診療科目

### 南部医療センター（成人部門）
- 内科
  - 総合内科
  - 神経内科
  - 呼吸器内科
  - 消化器内科
  - 循環器内科
  - 腎臓内科
  - リウマチ科
  - 血液内科
- 外科
  - 一般外科
  - 心臓血管外科
  - 整形外科
  - 形成外科
  - 脳神経外科
- 皮膚科
- 泌尿器科
- 産婦人科
- 眼科
- 耳鼻咽喉科
- リハビリテーション科
- 放射線科
- 麻酔科
- 病理診断科
- 集中治療科
- 救命救急科
- 血管内治療センター
- 精神科

### こども医療センター（小児部門）
- 小児科
  - 小児腎臓内科
  - 小児神経内科
  - 小児循環器内科
  - 小児血液腫瘍科
  - 新生児内科
- 小児外科
  - 小児心臓血管外科
  - 小児形成外科
  - 小児整形外科
  - 小児脳神経外科
  - 小児麻酔科
- 歯科・口腔外科

### 救命救急センター（成人・小児）
完全ER型の救急医療を行っている。救急外来には年間約40,000人が受診、そのうちの約10％にあたる約4,000件が救急車で搬送されている。
- 救命救急科

## 臨床研修

### 初期研修
- 1年次15名、2年次15名で多彩な診療科をローテートする。総合内科と救急部を中心に診療の基本を学ぶ。
- 沖縄県立中部病院出身の指導医が多く、同研修システムにアレンジを加えた独自の研修を行っている。

### 後期研修
- 3年間、内科コース、外科コース、ERコース、小児科コース、産婦人科コースなどに属する。
- 独自のプログラムであるプライマリコース選択者は、3年次に各科ローテーションし、4年次に下記の離島診療所に赴任する。

## 附属診療所
- 粟国診療所（沖縄県島尻郡粟国村）
- 渡名喜診療所（沖縄県島尻郡渡名喜村）
- 阿嘉診療所（沖縄県島尻郡座間味村・阿嘉島）
- 座間味診療所（同上・座間味島）
- 渡嘉敷診療所（沖縄県島尻郡渡嘉敷村）
- 久高診療所（沖縄県南城市久高島）
- 北大東診療所（沖縄県島尻郡北大東村）
- 南大東診療所（沖縄県島尻郡南大東村）

## 主な指定医療機関
- 救命救急センター
- エイズ治療拠点病院
- 周産期母子医療センター
- 結核予防法指定病院
- 原爆医療指定病院
- へき地医療拠点病院
- 沖縄DMAT指定医療機関

## 交通アクセス
- 系統番号1番・2番・3番（新川営業所行きのみ）・5番・15番・16番で、県立医療センターバス停にて下車。
- 系統番号18番・111番・113番・123番・127番・191番で、県立医療センター前バス停にて下車。
- 系統番号91番で、県立医療センター東口バス停にて下車。

## 不祥事・医療ミス・医療事故
- 2019年12月6日 - 男性医師（40歳）が、無免許で計13回にわたり麻薬「フェンタニル」を含む注射液の患者への投与を指示していた。男性医師は麻薬取り扱いの免許資格が失効し、同僚医師名義のＩＤ・パスワードを使ってシステムにログインし麻薬を扱っていた。12月6日、県保健医療部衛生薬務課が男性医師を麻薬取締法違反容疑で那覇地方検察庁に書類送検した[5]。